# اسمولان (کانزاس)
اسمولان (به انگلیسی: Smolan) شهری در ایالت کانزاس کشور ایالات متحده آمریکا است که جمعیت آن در سرشماری سال ۲۰۱۰ میلادی، ۲۱۵ نفر بوده‌است.